# インペリアルビル
インペリアルビルは、神奈川県横浜市中区山下町に建つモダニズム建築である。

## 歴史
1930年（昭和5年）に、外国人専用のアパートメントホテル（長期滞在型ホテル）として竣工。当初は「上田屋ビルディング第二号館」の名称であった（一号館はホテルニューグランドの裏手にあった）。施主が、ニューヨーク・タイムズ横浜支局員に「これからは外国人向けのアパートメントが必要である」と勧められたことから、長期滞在型の施設とされた。第二次世界大戦後は約10年間進駐軍に接収され、ホテルニューグランドにいるダグラス・マッカーサーを護衛するため将校クラスの軍人が詰めた。この時期に、屋上に増築が行われた。客室の設備の一部は米軍により本牧や根岸の住宅に持ち去られたため、接収解除後は宿泊施設として営業できず、主に港湾関係の事業者に貸し出された。

## 建築
山下公園通りより1本内陸側の水町通りに面する。本ビルの設計は、関内地区を中心に大正から昭和初期の建築設計に携わった川崎鉄三で、ジャパンエキスプレスビル、昭和ビルとともに現存する3棟の一つである。2011年（平成23年）2月24日には、横浜市認定歴史的建造物に選定された。
水平連続窓のカーテンウォールが外観の特徴で、トイレやバスルームを備えた居室が24室。連続窓の内側は、ガラス張りのベランダのような空間となっている。屋上にはテラスと噴水、1階にはフレンチレストランやバー、売店があった。現在は通りに面してブティックと薬局、クリーニング店が入居。以前の客室はテーラーやデザイン事務所、設計事務所などに貸し出されている。
1962年の映画『涙を、獅子のたて髪に』、2013年のテレビドラマ『クロコーチ』、2015年のテレビドラマ『花咲舞が黙ってない2』をはじめ数々の映像作品の撮影に使用された。